# Аксари
Аксари́ (каз. Ақсары) — село у складі Акжарського району Північноказахстанської області Казахстану. Входить до складу Уялинського сільського округу, раніше був центром ліквідованої Тельманської сільської ради.
Населення — 166 осіб (2021; 425 у 2009, 865 у 1999, 1670 у 1989).
Національний склад станом на 1989 рік:
- німці — 70 %
- казахи — 23 %.

До 2008 року село називалося Найдорф.